# Ignaz Friedrich Tausch
Ignaz Friedrich Tausch (* 29. Januar 1793 auf Schloss Udritsch; † 8. September 1848 in Prag) war ein böhmischer Botaniker. Sein offizielles botanisches Autorenkürzel lautet „Tausch“.  

## Leben
Ignaz Friedrich Tausch war der Sohn eines Braumeisters und besuchte das Piaristengymnasium in Schlackenwerth. Ab 1809 studierte er Botanik an der Karls-Universität Prag mit der Promotion 1812 und anschließend Medizin bis 1818 ohne einen Abschluss zu machen. 1815 bis 1826 war er Professor am Botanischen Garten von Emmanuel von Canal in Prag, dessen Pflanzen er katalogisierte, was er in einem reichhaltig illustrierten Buch veröffentlicht, das als sein Hauptwerk gilt (Hortus Canalius, 1823 bis 1825). Das endete mit dem Tod des Grafen 1826 und Tausch lebte danach vom Verkauf von Herbarien und getrockneten Pflanzen.
Außer in Böhmen sammelte er im Riesengebirge und bearbeitete ausländische Pflanzensammlungen von Franz Wilhelm Sieber.
Er war Mitglied der Akademie in Turin (1821) und der Bayerischen Botanischen Gesellschaft. 1843 wurde er Sekretär der Böhmischen Gartenbaugesellschaft. Außerdem war er Mitglied der Böhmischen ökonomisch-patriotischen Gesellschaft.

## Ehrungen
Die Doldenblütler-Gattung Tauschia Schltdl. ist nach ihm benannt.